# Praestigia duffeyi
Praestigia duffeyi là một loài nhện trong họ Linyphiidae.
Loài này thuộc chi Praestigia. Praestigia duffeyi được Alfred Frank Millidge miêu tả năm 1954.